# Interplanetarer Staub

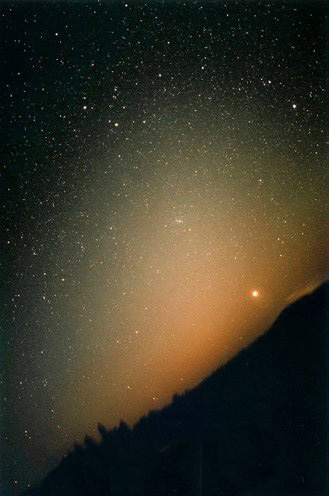
Das schwach leuchtende Zodiakallicht entsteht durch Reflexion und Streuung von Sonnenlicht an Partikeln der interplanetaren Staub- und Gaswolke.

Als interplanetarischen Staub bezeichnet man staubförmige Materie aus unserem Sonnensystem mit Massen unterhalb 10−5 g und Radien unterhalb 100 µm. Er ist ein Bestandteil des interplanetaren Mediums.

## Eigenschaften
Die wahrscheinlich wichtigste Quelle für interplanetarischen Staub sind Kometen, Asteroiden und andere Kleinkörper sowie Bruchstücke, die bei Zusammenstößen größerer Teilchen entstehen. Außerdem können in Sonnennähe Teilchen von größeren Materiestücken abdampfen.
Die Staubteilchen verbleiben nicht dauerhaft im Sonnensystem: sehr kleine Staubteilchen werden durch den Strahlungsdruck des Sonnenlichts nach außen getrieben, größere nähern sich durch den Poynting-Robertson-Effekt immer mehr der Sonne und werden dort verdampft oder fragmentiert.
Eine Ansammlung interplanetaren Staubs in ca. 2,5 AE Entfernung von der Sonne ist verantwortlich für das Zodiakallicht, welches vom Staub reflektiertes Sonnenlicht ist.

## Erforschung
Mit Hilfe von Staubdetektoren auf Satelliten kann der interplanetarische Staub analysiert werden. Einige dieser Teilchen enthalten unter anderem polyzyklische aromatische Kohlenwasserstoffe. Teilweise können auch Staubteilchen von Flugzeugen in etwa 20 km Höhe aufgesammelt werden, wie das bis dahin auf der Erde nicht nachgewiesene Mineral Brownleeit. Weitere Analysemöglichkeiten sind die Untersuchung mikroskopischer Einschlagkrater auf dem Mond und die Beobachtungen mit Satelliten im Infrarotbereich.
Auf die Erde treffen täglich je nach Schätzung 100 bis 10.000 Tonnen Materie in Form von Mikrometeoriten. Da bei kleinen Teilchen der Luftwiderstand gegenüber der Schwerkraft überwiegt, verglühen diese nicht in der Erdatmosphäre, sondern schweben zu Boden, sind dort aber nur schwer von terrestrischem Schmutz zu unterscheiden.